# 독일의 외무장관
연방 외무장관(독일어: Bundesminister des Auswärtigen)은 독일 정부에서 외무청을 지휘하는 공직이다. 연방 외무장관은 정치적 중요성으로 인해 독일연방공화국 수립 이후로는 주로 부수상이 맡는 편이다. 현재 외무장관은 사민당 소속의 지그마어 가브이엘이며 2017년 1월부터 맡고 있다.

## 역대 장관

### 외무연방장관(Bundesminister des Auswärtigen), 1951-현재
| 대수                            | 대수 | 초상 | 이름 (출생~사망)                 | 재임 기간        | 재임 기간        | 정당   | 총리                               |
| ------------------------------- | ---- | ---- | -------------------------------- | ---------------- | ---------------- | ------ | ---------------------------------- |
|                                 | 1    |      | 콘라트 아데나워 (1876~1967)      | 1951년 3월 15일  | 1955년 6월 6일   | 기민련 | 콘라트 아데나워 (1949~1963)        |
|                                 | 2    |      | 하인리히 폰 브렌타노 (1904~1964) | 1955년 6월 6일   | 1961년 10월 30일 | 기민련 | 콘라트 아데나워 (1949~1963)        |
|                                 | 3    |      | 게르하르트 슈뢰더 (1910~1989)    | 1961년 11월 14일 | 1966년 11월 30일 | 기민련 | 콘라트 아데나워 (1949~1963)        |
| 루트비히 에르하르트 (1963~1966) | 3    |      | 게르하르트 슈뢰더 (1910~1989)    | 1961년 11월 14일 | 1966년 11월 30일 | 기민련 |                                    |
|                                 | 4    |      | 빌리 브란트 (1913~1992)          | 1966년 12월 1일  | 1969년 10월 20일 | 사민당 | 쿠르트 게오르크 키징거 (1966~1969) |
|                                 | 5    |      | 발터 셸 (1919~2016)              | 1969년 10월 21일 | 1974년 5월 15일  | 자민당 | 빌리 브란트 (1969~1974)            |
|                                 | 6    |      | 한스디트리히 겐셔 (1927~2016)    | 1974년 5월 17일  | 1982년 9월 17일  | 자민당 | 헬무트 슈미트 (1974~1982)          |
|                                 | 7    |      | 헬무트 슈미트 (1918~2015)        | 1982년 9월 17일  | 1982년 10월 4일  | 사민당 | 헬무트 슈미트 (1974~1982)          |
|                                 | 8    |      | 한스디트리히 겐셔 (1927~2016)    | 1982년 10월 4일  | 1992년 5월 17일  | 자민당 | 헬무트 콜 (1982~1998)              |
|                                 | 9    |      | 클라우스 킹켈 (1936~)            | 1992년 5월 18일  | 1998년 10월 26일 | 자민당 | 헬무트 콜 (1982~1998)              |
|                                 | 10   |      | 요슈카 피셔 (1948~)              | 1998년 10월 27일 | 2005년 11월 22일 | 녹색당 | 게르하르트 슈뢰더 (1998~2005)      |
|                                 | 11   |      | 프랑크발터 슈타인마이어 (1956~)  | 2005년 11월 22일 | 2009년 10월 28일 | 사민당 | 앙겔라 메르켈 (2005~)              |
|                                 | 12   |      | 기도 베스터벨레 (1961~2016)      | 2009년 10월 28일 | 2013년 12월 17일 | 자민당 | 앙겔라 메르켈 (2005~)              |
|                                 | 13   |      | 프랑크발터 슈타인마이어 (1956~)  | 2013년 12월 17일 | 2017년 1월 27일  | 사민당 | 앙겔라 메르켈 (2005~)              |
|                                 | 14   |      | 지그마어 가브리엘 (1959~)        | 2017년 1월 27일  | 2018년 3월 14일  | 사민당 | 앙겔라 메르켈 (2005~)              |
|                                 | 15   |      | 하이코 마스 (1966~)              | 2018년 3월 14일  | 현직             | 사민당 | 앙겔라 메르켈 (2005~)              |